# Periphetes parastatidon
Periphetes parastatidon är en insektsart som beskrevs av Günther 1935. Periphetes parastatidon ingår i släktet Periphetes och familjen Phasmatidae. Inga underarter finns listade i Catalogue of Life.